# مرعي باشا الملاح
مرعي باشا الملاّح (1853 - 1930): رجل دولة، وزعيم سياسي سوري مخضرم.
كان الملاّح من خيرة وجهاء حلب بل ووجهها الأبرز اجتماعياً وسياسياً. وقد تلقى العلم عن شيوخ بلده، وتخرج في المعهد السلطاني العثماني بالآستانة، وأتقن عدة لغات.
تولى عدداً من المناصب الهامة في العهد العثماني وفي ظل دولة الاستقلال الأول عقب الثورة العربية الكبرى، ثم أيام الانتداب الفرنسي، كان آخرها تسميته (حاكم دولة حلب العام).
في جميع المناصب التي أسندت إليه حقق مشروعات عمرانية وإصلاحات إدارية واجتماعية، لا تزال مدينته حلب تذكرها بالخير، وتعرف باسمه.
ومما امتاز به أيضاً حبه للعلم والأدب؛ فساهم في تأسيس الدراسات الإسلامية في حلب بإحيائه المدرسة الخسروية، وجمع مكتبة قيمة أوقفها في حياته على كل من المدرسة الخسروية ودار كتب الأوقاف الإسلامية بحلب، وكان من مؤازري المجمع العلمي العربي بدمشق في طور تأسيسه. وله الفضل في إقامة كل من جمعية العاديات ودار كتب الأوقاف الإسلامية.
كان الملاّح فضلاً عن مكانته البارزة بين أعلام حركة الإصلاح الاجتماعية والوطنية في بلده حجة في القانون. وكان من القلائل من رجالات سوريا الذين شاركوا في التجربة البرلمانية الجديدة سواء خلال العهد الدستوري العثماني (1908-1918) أو إبان عهد الاستقلال العربي الأول (1918-1920)؛ فقد انتخبته مدينته حلب نائباً عنها في مجلس المبعوثان المنعقد في الآستانة في عام 1908، حيث كان مقرراً للدستورالعثماني. وبعد زوال حكم (الترك) العثمانيين، كان من القيادات السورية التي اضطلعت بدور أساسي في بناء دولة الاستقلال الأول، وذلك من خلال توليه الرئاسة الثانية للمؤتمر السوري العام بدمشق، والذي كان بمثابة أول مجلس نيابي تشريعي عرفته البلاد.

## أسرته ونشأته
أبصر محمد مرعي بن الحاج صالح آغا المـلاّح النور في مدينة حلب عام 1853، لأب محسن كان من خيرة أعيان حلب وكبار تجارها، وأم كردية الأصل نشأت في قصر السلطان عبد المجيد الأول.
تنتمي أسرته إلى عشيرة البوخميس المتفرعة عن عشيرة الدليم، إحدى عشائر العراق المعروفة بكثرتها ومكانتها، من ذرية الصحابي عمرو بن معدي كرب الزبيدي. ولهم شرف نسبة الأسباط إلى عشيرة النعيم، من الرفاعية، من السادة الحسينية. وتمتد فروعهم في كل من حلب ودمشق وطرابلس الشام وحيفا وغزة وعمان وبغداد والقاهرة.
قدم أسلافه الديار الحلبية من العراق في مطالع القرن الثاني عشر الهجري واستوطنوا منطقة الجبول؛ فغدت ملاحة حلب التي بجوارها في حوزتهم. وبلغ من سطوتهم، إزاء ضعف الدولة العثمانية، أن احتكروا تجارة الملح المستخرج منها، وكان مصدر دخل كبير للدولة آنذاك؛ فلقبوا لذلك ببني الملاّح. وفي مسعى من العثمانيين لاسترضائهم فقد أقروهم فيها وولوهم أمانة مملحة الجبول وفق نظام الـ (مالكانه) الذي يقضي بمنحهم التزام ضرائبها مدى الحياة، وهي وظيفة استأثروا بها حتى عهد متأخر من القرن الثاني عشر الهجري مع منحهم لقب الـ (آغا).
وأما أول من قدم منهم إلى حلب واستوطنها فهو جده الأعلى أبو بكر آغا أمين الجبول معيناً قائداَ للجيش (كتخدا) في عام 1189 هـ/1775 م فقام بأعبائه مع احتفاظه بأمانة الجبول، ثم أصبح متسلم حلب في عام 1190 هـ/1776 م، فجمع بينها حتى عام 1194 هـ / 1780م.
بدأ المـلاّح دراسته الأولى في الكتاتيب الإسلامية التي كانت شائعة في زمانه حيث أتم تلاوة القرآن الكريم، ثم تلقى العلوم الشرعية واللغوية على اثنين من كبار علماء عصره، وهما: الشيخ أحمد الترمانيني مفتي الشافعية؛ والشيخ محمد علي الكحيل أمين الفتوى الذي كان حجة في فقه الإمام أبي حنيفة. ثم انتقل إلى المدرسة المنصورية، وهي أول مدرسة أميرية (رسمية) أنشأتها الحكومة العثمانية بحلب في عام 1861، حيث أنهى دراسته (الرشدية) التي تقابل اليوم الثانوية في عام 1870.
كان والده صديق محمد كامل باشا القبرصي متصرف مركز حلب آنذاك والذي أصبح صدراً أعظماً (رئيس وزراء) فيما بعد. وعندما غادر كامل باشا حلب إلى الآستانة اصطحبه معه لمتابعة تحصيله العلمي العالي فيها وله من العمر سبعة عشر عاماً وألحقه بمكتب غلطة سراي السلطاني العثماني (جامعة غلطة سراي التركية حالياً)، وهو أول معهد علمي عال تم افتتاحه في الدولة العثمانية في عام 1868 لتدريس العلوم العصرية باللغة الفرنسية لأبناء النخبة العثمانية الحاكمة تمهيداً لارتقائهم أرفع المناصب في الدولة وبلوغهم أعلى المراتب فيها، وتابع دروسه فيه مشمولاً برعاية السلطان عبد العزيز الأول وعطفه إلى أن تخرج منه في عام 1876. كما حمل شهادة في الحقوق بعد اجتيازه الامتحان المسلكي لدى نظارة العدلية بالآستانة. وأتقن إلى جانب العربية التركية والفارسية والفرنسية والإيطالية والأرمنية.

## أعماله ومناصبه

### في خدمة الدولة العثمانية 1876-1918
بدأ محمد مرعي المـلاّح حياته العملية بمزاولة التجارة مع أخوته في محلهم التجاري الكائن في خان الفرايين بحلب، ولكن هذه المرحلة من حياته كانت وجيزة إذ أنه ما لبث أن استجاب لما كان يعتلج في نفسه من نزوع إلى الخوض في غمار السياسة والأخذ بنصيب من مراتب الدولة ووظائفها جنباً إلى جنب مع العمل التجاري والزراعي. وكانت الدولة العثمانية في ذلك الحين ما تزال في بداية حركة التحديث والإصلاح الحكومي المعروفة بـ (التنظيمات)، في إشارة إلى ما احتوت عليه من أنظمة وقوانين وتشريعات تقررت بإرادتين سنيتين (سلطانيتين) صدرت أولاهما في عام 1839 واشتهرت بمنشور (كلخانة) لأنها تليت في القصر المعروف بهذا الاسم، وصدرت ثانيهما في عام 1856 وعرفت بمنشور (التنظيمات الخيرية)، والتي بلغت ذروتها في عهد السلطان عبد الحميد الثاني (1876-1909)؛ فانتظم بتوجيه الصدر الأعظم كامل باشا ورعايته في سلك الإدارة المدنية العثمانية وبلغ أعلى مراتبها.
واستناداً إلى مجموعة الكتب السنوية الرسمية لولاية حلب الصادرة في العهد العثماني (سالنامه ولايت حلب) فقد كان على التتابع في المناصب القضائية والإدارية والتربوية والمالية العالية التالية:
- عضو لجنة الرقابة المحاسبية والإدارية لدى نظارة الخزينة الخاصة المكلفة بالإشراف على إدارة الأراضي السلطانية (الجفتلك الهمايوني) في ولاية حلب، (1876)؛
- مفوض فوق العادة قائم بوظيفة رئيس دائرة الشرطة في ولاية حلب، (1880)؛
- عضو لجنة الإصلاحات العامة التي شكلها الصدر الأعظم سعيد باشا المكلفة بإدخال الإصلاحات المؤسسية والهيكلية في ولاية حلب، (1880-1881)؛
- عضو اللجنة المكلفة بإعادة تنظيم بلدية حلب وجعلها دائرة واحدة بعدما كانت منقسمة إلى دائرتين، (1881)؛
- عضو محكمة التجارة المختلطة في ولاية حلب، (1881-1882)؛
- عضو ملازم (قاض) لدى محكمة الاستئناف الحقوقية في ولاية حلب، (1882-1885)؛
- رئيس محكمة التجارة المختلطة في ولاية حلب، (1885-1897)؛
- عضو مجلس العدلية في ولاية حلب، (1889-1897)؛
- رئيس محكمة التجارة المختلطة، عضو مجلس العدلية في ولاية بغداد، (1897-1898)؛
- رئيس بلدية حلب، (1899-1900)؛
- عضو اليمين لدى محكمة الاستئناف الحقوقية في ولاية حلب، (1901-1903/ 1905-1906)؛
- الرئيس الثاني (المشارك) لمجلس إدارة مكتب الصنائع والفنون الجميلة في ولاية حلب، (1903-1904)؛
- عضو مجلس المعارف في ولاية حلب، (1904-1908)؛
- رئيس الهيئة الاتهامية (قاضي الإحالة) في ولاية حلب، (1905-1906)؛
- رئيس مجلس إدارة المصرف الزراعي في ولاية حلب، (1906-1907)؛
- رئيس بلدية حلب، مرة ثانية، (1907-1908)؛
- متصرف لواء أورفة بالوكالة، (1908)؛
- عضو مجلس إدارة ولاية حلب، (1908).

وقد عرف من مناصبه أيضاً توليه رئاسة محكمة الجنايات العليا في ولاية حلب.
تعاطى إلى جانب العمل الوظيفي التجارة والزراعة على نطاق واسع، وكان عضواً مؤسساً في غرفة زراعة حلب في الثمانينيات من القرن التاسع عشر، ثم عضواً في غرفة التجارة والزراعة والصناعة، وقصد كلاً من لبنان والعراق ومصر وإيطاليا وفرنسا وبريطانيا في أعماله التجارية.
كان محمد مرعي باشا المـلاّح أحد رجالات العرب الذين كانت لهم حظوة عند السلطان عبد الحميد؛ فقربه إليه ودعاه لزيارته في الآستانة غير مرة حيث حظي بمقابلته، كما رقاه في المراتب العليا للدولة ومنحه أعلى الأوسمة فيها، وذلك إشادة بفضله وتقديراً لخدماته الجلى وإخلاصه. وقد بلغ من ثقة السلطان به أن انتدبه للعديد من المهمات، وأوكل إليه التفتيش في عدد من مفاسد الدولة العثمانية، ومنها تحقيقه في تجاوزات أمير اللواء إبراهيم باشا الملّي القائد الأعلى للكتائب الحميدية في عام 1905.
انتخب نائباً عن ولاية حلب في مجلس المبعوثان العثماني (1908). وكان أحد النواب العرب القلائل الذين حضروا جلسته الأولى المنعقدة في 17 كانون الأول من عام 1908، والتي تم انتخابه فيها عضواً في الهيئة الإدارية للمجلس (إدارة مأموري). وعلى أثر قيام الثورة المضادة بين السابع والثالث عشر من نيسان 1909 والمعروفة في الحوليات العثمانية بـ (حادثة 31 مارس 1325) أو (الحركة الارتجاعية) في إشارة إلى محاولة القائمين عليها إعادة الحكم الفعلي إلى السلطان عبد الحميد، شارك الملاّح في تأسيس «جمعية الاتحاد العثماني»، التي كان هدفها التمسك بالدستور والدفاع عنه. وفي صيف عام 1909 استقال من النيابة لمعارضته تدخل الاتحاديين بشؤون الدولة على نحو مناف للدستور.
كانت الفترة التي مثل فيها مرعي باشا المـلاّح ولاية حلب في مجلس المبعوثان والممتدة بين كانون الأول من عام 1908 وآب من عام 1909الفترة الذهبية في عمر التجربة الدستورية (الديمقراطية) العثمانية الثانية. ذلك أن المجلس – وكان في حالة انعقاد دائم- قد عمل خلالها جاهداً على سن القوانين والتشريعات التي تمنح الحريات لرعايا الدولة وأخرى لتطهير الإدارة وتحديثها، كما أجرى النواب بعض التعديلات على دستور 1876، يشرف على ذلك الهيئة الإدارية المقررة للتعديلات الدستورية تلك في المجلس والتي كان الملاّح أحد أعضائها، وكان الهدف منها إرساء قواعد حياة برلمانية عصرية، وجعل الدولة العثمانية دولة حديثة، تسير على غرار الممالك الأوروبية الراقية. وقد صادق السلطان محمد الخامس على تلك التعديلات في 28 آب من عام 1909.
ولي إدارة أوقاف ولاية حلب في عام 1909، فبقي فيها مدة سنتين، ثم استقال بعدما سيطر الاتحاديون على نظارة الأوقاف. وفي غضون ذلك عين في عام 1911 عضواً في اللجنة التي عهد إليها بالتحقيق في الحفريات التي تم إجراؤها تحت قبة الصخرة في الحرم القدسي الشريف على يد بعثة أثرية بريطانية برئاسة الكابتن مونتاغو باركر، وما تردد عن قيامها بسرقة آثار تعود إلى عهد الملك سليمان، وقد أثبتت التحقيقات عدم وقوع السرقة لانتفاء وجود تلك الآثار أصلاً.
انتخب رئيساً ثانياً للمجلس العمومي لولاية حلب (1913-1914)، ثم ترأس إبان الحرب العالمية الأولى فرع جمعية الغوث (المدافعة الملّية) بحلب.
وفي 24 تشرين الأول من عام 1918 بينما كانت طلائع الجيش العربي توالي تقدمها من مدينة حماة وتستعد لدخول حلب شكل الوالي مصطفى عبد الخالق بك مجلساً ضم في عضويته عشرة من أعيان حلب وعلمائها عهد برئاسته إلى مرعي باشا الملاّح الذي سمي والياً على حلب بالوكالة، وعرف من أعضائه أيضاً الأديب قسطاكي الحمصي. وقد أنيطت بالمجلس المذكور مهمة تصريف الأعمال والحفاظ على الأمن والحيلولة دون انتشار الفوضى في المدينة ريثما تقوم الحكومة الجديدة.

### في بناء الدولة العربية الحديثة الأولى 1918-1920
في 27 تشرين الأول من عام 1918 دخلت القوات العربية بقيادة الشريف ناصر حلب. كما دخلتها القوات البريطانية بقيادة الجنرال ماك أندرو. وأقر مرعي باشا الملاّح رئيساً للحكومة المحلية التي كانت قائمة بحلب.
ولما وصل الجنرال اللنبي إلى حلب في 30 تشرين الأول قام بإنهاء تكليف الملاّح برئاسة الحكومة المحلية، وعين الفريق كامل باشا القدسي حاكماً عسكرياً عاماً وبدأ الحكم الفيصلي فيها. وأما سلف القدسي مرعي باشا الملاّح فقد عين عضواً في مجلس شورى الدولة بالعاصمة دمشق.
وفي كانون الأول من عام 1918 سمي الملاّح متصرفاً لدير الزور، التي كانت تضم الفرات والجزيرة.
حرر المتصرفية تلك من الحكم العثماني، وألحقها بالحكومة العربية بدمشق، ونظم الإدارة فيها، وعين قائمي مقام في قضاء الميادين والبوكمال، وكان ينوي توسيع سيطرته لتشمل عانة في العراق.
ولقد شهد عهده نشاطاً قومياً ووطنياً ملموساً، إذ تم تأسيس فرع للنادي العربي الذي يمارس نشاطه بحلب ضم عدداً من الشباب المثقف، عهد برئاسته إلى ثابت العزاوي. وكان لهذا النادي دور كبير في نشر الوعي القومي في تلك المنطقة ومقاومة الاحتلال البريطاني لها لاحقاً.
ولما دخل الإنكليز بعد شهر رفض تسليمهم إدارة المنطقة وإنزال العلم العربي. ولّما تشبث بموقفه، حصل الإنكليز على وثيقة رسمية من الحاكم العسكري العربي بحلب تؤكد إقرار الحكومة العربية بخضوعها للحكم البريطاني. فما كان منه إلا أن استقال من منصبه احتجاجاً.
وفي شباط من عام 1919 اعتقلته السلطات البريطانية في مقدمة من اعتقلتهم من زعماء حلب بتهمة التحريض على (فتنة الأرمن) التي دبرتها أجهزة الاستخبارات الأجنبية، وذلك بهدف إظهار أن السوريين غير قادرين على حكم أنفسهم، ولتوجيه ضربة إلى الزعامات المحلية المعارضة لأية سيطرة أجنبية. لكنهم لم يستطيعوا أن يثبتوا ضلوعهم فيها، فبرئت ساحتهم. وهاجت حلب تطالب بالإفراج عنهم؛ فلم تطمئن النفوس وتهدأ الخواطر حتى أطلق سراحهم بعد نحو شهر بمسعى من الأمير فيصل الذي كان ما يزال يرأس الوفد العربي إلى مؤتمر الصلح في باريس.
انتخب رئيساً ثانياً للمؤتمر السوري العام بدمشق (1919-1920). وقد اشترك في صياغة قرار الاستقلال، ومبايعة فيصل الأول ملكاً، ووضع أول دستور للبلاد.

### وقفة أخيرة مع السياسة في عهد الانتداب 1920-1926
في عهد الانتداب الفرنسي أسند إليه منصب مدير الداخلية العام (وزير) ووكالة الحاكمية العامة في دولة حلب في عام 1920، لكنه ما لبث أن استقال في العام التالي بدافع من اعتزازه بنفسه.
وفي كانون الثاني من عام 1924 شغل الملاّح منصب حاكم دولة حلب العام.
أخيراً، سمي في عام 1925 والياً على حلب بدرجة (وزير) وصلاحياته ومخصصاته نظراً لإشغاله حاكمية دولة حلب السابقة، وذلك على أثر إعلان (دولة سوريا) من اندماج دولتي دمشق وحلب.
وقد حاول الفرنسيون استمالته إلى جانبهم، لكنه لم ينفعهم إذ فرض عليهم أن يلتزموا في تعاملهم مع البلاد بقوانين الانتداب التي وضعتها عصبة الأمم، لا أن يتصرفوا تصرف القوة المحتلة. وكان له موقف حازم في رفضه تنفيذ قرار المفوض السامي الجنرال فيغان لعام 1924 بمصادرة خان قورت بك، وهو من أوقاف المدرسة الخسروية بحلب، وتحويله إلى ملكية خاصة لمخالفته الأحكام الشرعية.
في مطالع عام 1926 استقال الملاّح من ولاية حلب احتجاجاً على سقوط ثمانية قتلى وعدد من الجرحى بنيران قوات الانتداب في مظاهرات شعبية كان السبب المباشر لها مقاطعة الانتخابات التي دعا إليها المفوض السامي دي جوفنيل، والمطالبة بإطلاق سراح الزعماء الوطنيين الداعين للمقاطعة ومن بينهم نجله عبد القادر ناصح بك الملاح؛ فاعتزل العمل السياسي وانصرف للاهتمام بالأعمال الزراعية، حتى وافاه الأجل المحتوم بحلب في 22 تشرين الثاني من عام 1930.

## مشاريعه العمرانية
في جميع المناصب التي أسندت إليه حقق الملاّح مشروعات عمرانية وإصلاحات إدارية واجتماعية، لا تزال مدينته حلب تذكرها بالخير، وفي ما يلي عرض لها.

### في العهد العثماني
إنشاء برج الساعة في ساحة باب الفرج إحياء لذكرى مرور خمسة وعشرين عاماً على اعتلاء السلطان عبد الحميد الثاني العرش. ولقد روعي في تصميم هذا البرج الأسلوب الحديث في البناء، والزخارف التقليدية، وتعلوه لوحة تحتوي على كتابات تخلد هذه المناسبة وتتضمن تاريخ إقامته في عام (1317 هـ/ 1899-1900 م). ومما هو جدير بالذكر أن بلدية كل من بيروت وطرابلس الشام ويافا حذت حذو بلدية حلب في تشييد أبراج مماثلة للساعة المذكورة، وقد صممت جميعاً على نفس الشكل الذي صمم به برج الساعة في حلب.
ومنها وضع أول مخطط طبوغرافي دقيق لمدينة حلب قام بإنجازه المهندس الفرنسي شارل شارتيه رئيس مهندسي ولاية حلب. كما أنجز المهندس ذاته مخططاً تنظيمياً لتوسع المدينة نحو الغرب والشمال الغربي حتى متنزه السبيل الذي كان قائماً في ذلك الحين، إضافة إلى تخطيطه كلاً من حي السليمية (الجميلية) والحميدية والإسماعيلية وبستان كل آب ويلفظ للتخفيف (بستان كليب)، وقيامه بتحديد الاستقامات للشوارع الرئيسة كشارع الخندق وامتداده، وشارع باب الفرج فباب جنين فالكلاسة، وتخطيطه ساحة باب الفرج بوضعها الحالي. ولقد أعطى هذا التخطيط الجديد للمدينة خارج السور طابعاً حديثاً.
ومنها تشييد الجسر الكبير (مكان ساحة سعد الله الجابري حالياً)، وشق الجادة الكبرى الممتدة من مزار السهروردي في ساحة باب الفرج إلى محطة الشام في محلة الجميلية مروراً بالجسر الكبير الآنف الذكر. وهكذا لم يعد نهر قويق يشكل الحد الغربي للمدينة التي بقيت محصورة وراء الضفة الغربية له آلاف السنين.
ومنها احتفار آبار في محلتي العوينة والجميلية وبعض البساتين رفع على كل منها دولاب هواء لضخ المياه، وذلك عندما كان رئيساً لبلدية حلب في عهد الوالي الإصلاحي محمد رائف باشا.
ومنها أيضاً التوسع في إنشاء المدارس الرسمية والأهلية في أنحاء الولاية كافة، حيث بلغ عدد مدارس البنين التي تم إنشاؤها في مدينة حلب وحدها بين عامي (1904-1908) إحدى عشرة مدرسة من أصل أربع وثلاثين مدرسة هو مجموع ما تم إنشاؤه من مدارس بحلب في النصف الثاني من القرن التاسع عشر ومطالع القرن العشرين بين عامي (1868- 1908)، وبالتالي تضاعف عدد الطلبة الذين كانوا يؤمونها، كما ازداد عدد مدارس الإناث في عام 1907، فبلغ عددها ثلاثاً وعشرين مدرسة، وارتفع عدد طالباتها فبلغ في العام نفسه سبعمئة طالبة، حينما كان عضواً في مجلس المعارف في الفترة (1904-1907).
ومنها ترميم جامع الصروي في محلة البياضة أثناء إشغاله منصب مدير أوقاف ولاية حلب بين عامي (1909-1911).

### في عهد الانتداب الفرنسي
ومن المشاريع العمرانية الكبرى والإصلاحات الإدارية المنفذة في عهده، وذلك إبان ولايته على حلب في الفترة (1924-1926) نذكر: وضع أول قانون للتجميل العمراني وفق أسس تنظيمية حديثة، وإحداث منطقة السريان إثر هجرة أهل أورفة إلى حلب، وتحويل المكتب الرشدي الكائن تحت القلعة إلى مدرسة صنائع ثانوية.
ومنها أيضاً تشييد كل من قصر الناعورة واتخاذه مقراً للمجلس النيابي لدولة حلب (المتحف القديم) وقد أزيل في عام 1959 ليقام في مكانه مبنى يشغله حالياً (متحف حلب الوطني)، ومبنى قيادة الدرك السورية العامة بالجميلية وتشغله حالياً (قيادة المنطقة الشمالية)، ومستوصف يحمل صفة المشفى بجب القبة لمعاينة الفقراء مجاناً على قطعة أرض يملكها وقد تبرع بها لإقامة هذا المشروع الإنساني فسمي باسمه (مستوصف مرعي باشا) ويشغله حالياً (مركز مكافحة السل والطبابة الشرعية)، والكلية العلمانية (اللاييك) والمعرفة أيضاً باسم مدرسة الجنرال ويغاند بجب القبة وتدعى اليوم «صفية القرشية للفنون النسوية» وقسمها الآخر «ثانوية العروبة». وقد روعي في تصميم هذه الأبنية الممازجة بين طراز العمارة الأوروبية من حيث الكتلة العامة وتأثيرات الريازة العربية الإسلامية المتمثلة بالزخارف والأقواس والأعمدة والفتحات التي احتوت عليها واجهاتها.
ومما تميز به أيضاً حرصه الشديد على الاهتمام بالبيئة وبتوفير الرئات الندية لتتنفس منها الشهباء وأهلها فقام بتنظيم مقبرة العبارة الصغيرة وتحويلها إلى حديقة عامة عرفت باسمه (حديقة مرعي باشا) ومن ثم تبدلت تسميتها وأضحت موقفاً لباصات المنشية القديمة والمقصف العمالي قبل أن تزال في عام 2007 لبناء مرآب طابقي ضخم، وإقامة حديقة عامة أخرى بجب القبة أطلق عليها اسم الجنرال بيوت مندوب المفوض السامي آنذاك وما تزال قائمة إلى يومنا هذا مع إزالة الاسم الفرنسي.
وقام بتدشين طريق باب النيرب، وطريق المسلمية، وطريق الميدان، وشارع الجنرال دو لاموت (العزيزية)، وشارع باريس وشارع قويق بعدما تم تعبيدها جميعاً بمادة الإسفلت.
وأعاد بناء جسر الناعورة، ودشن كلاً من المسلخ البلدي، ومستودع المواد المشتعلة (الكاز)، ودار العجزة.
وشق طريق حلب ـ أنطاكية، وحلب ـ اللاذقية، وحلب ـ دمشق وإقامة نصب تذكاري ضخم يحمل اسمه تخليداً لهذه المناسبة على جبل الجوشن (الأنصاري) تمت إزالته في العهد الوطني.
وتشييد مشفى الرازي، والشروع في تمديد خطوط الترامواي والكهرباء، وتأسيس كلية حلب الأمريكية (معهد حلب العلمي لاحقاً).
ومنها أيضاً إحداث الدائرة البيطرية، وبناء المدارس والمستوصفات ودور الحكومة والجسور في الكثير من المدن والأقضية والنواحي، وتحضير العشائر، وتشجيع زراعة القطن، وجر المياه إلى إدلب. كما نفذ مشاريع كثيرة أخرى يطول حصرها.

## عنايته بالعلم والكتاب
مما امتاز به مرعي باشا الملاّح حبه للعلم والأدب وانصرافه إلى إحياء علوم الدين والإحسان إلى رجاله وإحياء معاهده؛ فولي النظارة على أوقاف جامع بانقوسا، وعمل على إحياء أوقاف محمد خاص بك الذي ينُسب إليه بناء ذلك الجامع في القرن الرابع عشر (ق8 هـ)، والتي بقيت مهملة زمناً طويلاً كما أوقف الملاّح بعض أراضيه الخاصة للإنفاق على شؤون الجامع المذكور وإقامة الشعائر والدروس الدينية فيه.
وكان له إلى ذلك شغف كبير باقتناء الكتب؛ فجمع في خزانة كتبه عدداً ضخماً من نوادر المخطوطات ونفائس المطبوعات العربية والتركية والفارسية والأوروبية التي حملها من البلدان التي زارها. وقد أورد العلامة الشيخ محمد راغب الطباخ في كتابه «إعلام النبلاء بتاريخ حلب الشهباء» أسماء طائفة من آثار العلماء الحلبيين ومخطوطات الشيوخ الأوائل بخطوط مؤلفيها في ميادين الأدب والتاريخ والفقه واللغة والتراجم التي احتوت عليها خزانته.
كان الملاّح من الرعيل الأول الذي اضطلع بدور أساسي في النهضة العلمية التي شهدتها البلاد في العصر الحديث؛ فكان له في هذا المجال مآثر تذكر وتشكر ومنها إسهامه مع علامة الشهباء في عصره الشيخ محمد الزرقا في تأسيس الدراسات الإسلامية في حلب بإحياء المدرسة الخسروية وعن ذلك يقول الأستاذ الدكتور مصطفى الزرقا في مذكراته:
" فكر بعض رجالات حلب من أهل الإيمان والوعي، وأذكر منهم بخاصة مرعي باشا كبير أسرة آل الملاّح، وهو من أصحاب الوجاهة الموروثة في حلب، وقد سبق له تسلم مناصب عالية في العهد العثماني، وبعد الاحتلال عين مديراً لأوقاف حلب، ثم أسندت إليه ولاية حلب، ومن مزايا هذا الرجل مخالطته لأهل العلم وتقديره إياهم، وقد فكر في إعادة مؤسسات التعليم التي توقفت كل تلك السنين بسبب الحرب والأحداث التي تلتها، وفاتح جدي ووالدي بأن طبقة العلماء الحلبيين في طريقها إلى الزوال وهم ركائز العلم والفقه والقضاء الشرعي، فإذا هم ولوا انقطع حبل العلم ولم يبق من يخلفهم.. وبعد الاتفاق مع الوالد والجد أقدم على افتتاح مدرسة شرعية، وأقامها على أسس مخالفة للطريقة القديمة، التي درجت عليها مدارس الأوقاف، حيث كان الدرس أشبه بحلقات المساجد دون تنسيق، ولاتوقيت، فجعلها صفوفاً ومراحل، يتعاقب عليها المدرسون في حصص يومية، ومقررات نظامية تشمل مختلف العلوم والفنون، وقد وقع الاختيار على المدرسة الخسروية، لتكون مقراً لهذا المشروع، وهي المدرسة المنسوبة إلى خسرو باشا، والتي تمتاز بسعتها وبنائها، وفيها الجامع والقبة الأثرية المشهورة، وتقع على مقربة من القلعة التاريخية..
وما لبثت المدرسة الجديدة أن افتتحت لاستقبال الطلاب الراغبين في الدراسة الشرعية.. وقد جعلت مدة الدراسة ست سنوات، يقبل في أولها من كان في مستوى نهاية الابتدائي، إذ يكون مؤهلاً لتلقي الدراسة الشرعية، وقد اعتبرت المدرسة بعد تلك الأيام على مستوى الثانوية، وحتى اليوم تحمل اسم (الثانوية الشرعية)".
واتخذت فيها خزانة كتب كبيرة كانت نواتها الخزانة المحفوظة في الجامع الأموي، وما تبرع به محبو العلم من كتب نفيسة كان الملاّح في طليعتهم حيث أهداها في حينه مئة وعشرين مخطوطاً قيماً، فغدت في مقدمة المكتبات العامة بحلب وذلك في عام 1922، وقد أشاد بصنيعه هذا كل من الغزي في «نهر الذهب» والطباخ في «إعلام النبلاء» والدكتور محمد أسعد طلس في بحثه القيم «المخطوطات وخزائنها في حلب».
شهدت حلب إبان سنوات حكمه (1924 ـ 1926) نشاطاً علمياً وثقافياً كبيراً تجلى بافتتاح فرع للمجمع العلمي العربي الذي يتخذ دمشق مقراً له، وتأسيس دار الكتب الوطنية، وهي المكتبة ذاتها التي تطورت بعد ذلك وظلت تنمو على مر الأيام حتى غدت المكتبة الوطنية الفخمة الشهيرة، وافتتاح فرع للمجمع العلمي العربي الذي يتخذ دمشق مقراً له.
كان الملاّح متفتح الذهن وعرف بأن حلب تنام على تاريخ عظيم وفي رحمها حضارات لأمم وشعوب تعطي للشهباء قيمة ومكانة مرموقة في تاريخ البشرية والحضارة فقرر إنشاء جمعية للحفاظ على آثارها فكانت «جمعية العاديات» ومهمتها حماية تراث حلب وكان اسمها الذي انطلقت به «جمعية أصدقاء قلعة حلب». وقد اختارلرئاستها مؤرخ حلب الغزي؛ فكانت «العاديات» أول جمعية أهلية تعنى بالآثار على مساحة الوطن العربي وهي من مفاخر الشهباء حالياً إذ امتدت فروعها لكل محافظات الوطن للحفاظ على تراثه وآثاره.
كما كان الملاّح مستقبلي الرؤيا؛ فارتأى بثاقب نظره ضرورة إقامة كلية للهندسة بحلب ترفد «الجامعة السورية» التي تتخذ دمشق مقراً لها، وكانت تقتصر آنذاك على كل من كلية الطب (بفرعيها الطب البشري والصيدلية) والحقوق. وكان من المقرر أن يُتخذ قصر الناعورة (المتحف القديم) المدشن في عهده في نوفمبر/ تشرين الثاني من العام 1924، والذي أزيل في العام 1959 ليقام في مكانه متحف حلب الوطني الحالي، مقراً للكلية تلك.
وسعى الملاّح إلى أن يتبنى صديقه الدكتور رضا بك سعيد الملقب بأبي الجامعة السورية وزير المعارف آنذاك هذا المشروع، وتكللت مساعيه بالنجاح حينما رصدت وزارة المعارف الاعتمادات المالية اللازمة في موازنتها السنوية للعام 1925 لإقامته.
ولكن الفريق حسن عزت باشا أرولات وزير الأشغال العامة ذو الأصول التركية الذي كانت تربطه علاقة مصاهرة بصبحي بك بركات رئيس الدولة السورية آنذاك عرقل هذا المشروع؛ إذ اعتبره أنه يدخل ضمن اختصاص وزارته، وهكذا نقلت مخصصات الكلية في موازنة المعارف إلى فصل آخر فيها، وهو ما فصلته صحيفة «المفيد» التي كانت تصدر في دمشق في تلك الفترة.
وهكذا، حرمت حلب ومنطقتها من هذا المشروع الحيوي الذي لم يكن تعليمياً فحسب، وإنما تنموياً أيضاً بأبعاده الاقتصادية والاجتماعية.
وكان على حلب أن تنتظر مدة واحد وعشرين سنة أخرى لكي تشهد إحداث أول كلية للهندسة فيها في العام 1946 باعتبارها أول مؤسسة للتعليم العالي، وكانت حينها تتبع للجامعة السورية.
ومن حلب إلى درة الفرات دير الزور التابعة لدولة حلب آنذاك فأنشأ أول مدرسة تجهيزية للطلاب وما زالت لليوم تحمل اسم ثانوية الفرات.
بعد استقالته من ولاية حلب قرر الملاّح الابتعاد نهائياً عن معترك الحياة السياسية مؤثراً الانقطاع إلى خدمة أمته وبلده في المجالات الثقافية والاجتماعية، وفي هذا الصدد فإنه بعدما أسهم في إحياء المدرسة الخسروية وقد سبقت الإشارة إليها ارتأى وسواه من أهل الحل والعقد في المدينة إقامة دار كتب تضم المخطوطات والمطبوعات المبثوثة في المعاهد الإسلامية عرفت آنئذ بـ «دار كتب الأوقاف الإسلامية» وذلك في عام 1926، ولقد أوقف عليها خزانة كتبه الخاصة التي كانت أشهر مكتبة خاصة في حلب لتكون تحت تصرف أهل الفضل والباحثين، وقد نوه به البحاثة التركي البروفيسور فؤاد سزكين في موسوعته «تاريخ التراث العربي: مجموعات المخطوطات العربية في العالم» وعد المخطوطات التي أوقفها من أهم المجموعات التي تحتوي عليها دار المكتبات الوقفية الإسلامية في حلب، والتي تم نقلها إلى مكتبة الأسد الوطنية بدمشق مؤخراً، وهكذا حرم أهالي حلب من الاطلاع عليها بشكل مباشر.
لم يقتصر نشاط مرعي باشا الملاّح الثقافي ودعمه للمعاهد والمؤسسات العلمية على حلب وحدها بل وتعداها إلى دمشق أيضاً حيث كان من أبرز مؤازري المجمع العلمي العربي في طور تأسيسه، ومما أهداه إلى «دار الكتب الوطنية الظاهرية» التابعة للمجمع نسخة مخطوطة نادرة من «كتاب الإنصاف والتحري في دفع الظلم والتجري عن أبي العلاء المعري» لابن العديم، ومما هو جدير بالذكر أن هذه النسخة التي أهداها الملاّح إلى المجمع كانت قد استعارتها لجنة إحياء آثار أبي العلاء في مصر ونشرتها ضمن كتاب «تعريف القدماء بأبي العلاء» باعتناء عميد الأدب العربي الدكتور طه حسين وذلك في عام 1944، وإشادة بفضله وتقديراً لدعمه هذه المؤسسة العلمية فقد تم إدراج اسمه في «جريدة المتبرعين والمحسنين للمجمع العلمي» التي كانت تتصدر أعداد مجلة المجمع في العشرينيات والثلاثينيات من القرن الماضي.

## مساهمته فيالإعمار الهاشمي للمقدسات الإسلامية في مدينة القدس
وهو الإعمار الأول الذي تم عام 1924 على يدي الشريف الحسين بن علي وابنه مؤسس الأردن عبد الله بن الحسين. فقد تبرع مرعي باشا الملاّح في آذار من عام 1924 بمبلغ وقدره 23 جنيهاً و830 مليماً مصرياً، وهو مبلغ ضخم، علماً بأن قيمة الجنيه ذلك الزمان كانت تبلغ ليرة ذهبية. وقد تم تسليم المبلغ المذكور إلى رئيس لجنة إعمار الحرم القدسي الشريف الحاج أمين الحسيني.

## بعض صفاته ومكانته
عرف الملاّح في جميع المناصب التي تولاها بالأمانة والنزاهة والجرأة والاستقامة. وكان كثير السعي بالخير لمن يقصده. كما ساهم في الجمعيات والهيئات الاجتماعية والأدبية والإنسانية. وقد أثنى عليه الغزي في «النهر» ووصفه بأنه «أحد وجهاء حلب وعين أعيانها المحترمين». وامتدحه الشعراء في قصائد منها ما قاله الأديب الحلبي الشيخ إبراهيم الكيالي مؤرخاً نيله الرتبة الأولى (1316 هـ /1898 م):
ومن ذلك أيضاً ما قاله بشير بن فتح الله الكاتب والصحافي المصري صاحب جريدة العروة الوثقى القاهرية من قصيدة طويلة يهنئه فيها برتبة روم ايلي بكلربكي:
وقد بلغ من صيته عند أهالي حلب أن محلة خان السبيل عرفت، وما زالت تعرف حتى الآن، بـ (حارة الباشا) نسبة إليه، وهي مقامه. وقد ثبتت هذه التسمية رسمياً فيما بعد، حين أطلقت البلدية على أحد شوارع تلك المحلة اسمه الصريح (شارع مرعي باشا الملاّح).

## الرتب والأوسمة التي نالها
- الرتبة الثالثة بموجب إرادة سنية (سلطانية) في عام 1300 هـ (1883)، وهي من الرتب القلمية (الديوانية) التي تمنح للموظفين المدنيين، وتعلوها سبع رتب، ويلقب حاملها بـ (بك) أو (أفندي)، وينعت بـ (صاحب الرفعة) دوماً؛
- الرتبة الثانية بموجب إرادة سنية في عام 1303 هـ (1885)، وتعلوها ست رتب، ويلقب حاملها بـ (أفندي)، وينعت بـ (صاحب العزة) دوماً؛
- الرتبة الثانية من الصنف المتمايز (المتمايزة) بموجب إرادة سنية في 22 جمادى الآخرة من عام 1306 هـ (1888)، وتعلوها خمس رتب، ويلقب حاملها بـ (بك) أو (أفندي)، وينعت بـ (صاحب العزة) دوماً؛
- الرتبة الأولى من الصنف الثاني بموجب إرادة سنية في 18 صفر من عام 1316 هـ (1898)، وتعلوها أربع رتب، ويلقب حاملها بـ (بك) أو (أفندي) أو بكليهما معاً، وينعت بـ (صاحب السعادة) دوماً؛
- رتبة روم ايلي بكلربكي الرفيعة بموجب إرادة سنية في 17 رجب 1323 هـ (1905)، وهي من الرتب الملكية (الإدارية) العالية المعتبرة في المقابلات السلطانية والتي لا ينالها إلا القلائل خارج العاصمة استانبول، وتعادل رتبة (الفريق) العسكرية، وتليها في الترقية الرتبة العليا (بالا) فـ (الوزارة)، ويلقب حاملها بالـ (باشا)، وينعت بـ (حضرة صاحب السعادة) دوماً، ويعد من أرباب المراتب العالية، مما يخوله نفوذاً واسعاً وصلاحيات خاصة في دوائر الدولة كافة. ومما هو جدير بالذكر أنه منذ بلوغ الملاّح هذه الرتبة العالية تم إدراج اسمه في لوائح (أصحاب المراتب) في الدولة العثمانية، والتي كانت تتصدر مجموعة الكتب السنوية للدولة العثمانية (سالنامه دولت عليه عثمانيه) الصادرة في استانبول؛
- الوسام المجيدي من الدرجة الثانية مع الرصيعة بموجب إرادة سنية في 2 جمادى الأولى من عام 1324 هـ (1906)؛
- الوسام العثماني من الدرجة الثانية مع الرصيعة بموجب إرادة سنية في عام 1326 هـ (1908)؛
- ميدالية الحجاز في عام 1318 هـ (1900)؛ وميدالية وصول الخط الحجازي إلى معان في عام 1322 هـ (1904)؛ وميدالية وصول الخط المذكور إلى المدينة في عام 1326 هـ (1908)، تقديراً لما قدمه من إعانات متتالية لمشروع الخط الحديدي الحجازي ذي الأهمية البالغة منذ انطلاقته في عام 1900 حتى وصول أول قطار إلى المدينة المنورة في صيف عام 1908؛
- ميدالية الهلال الأحمر العثماني، تقديراً لدوره الإنساني والخيري وتضامنه مع الفئات المعوزة؛
- ميدالية القانون الأساسي (الدستور) الذهبية من السلطان محمد الخامس، تقديراً لدوره في إقرار التعديلات على الدستور العثماني؛
- وسام مجلس النواب العثماني (المبعوثان)؛
- وسام الحرب العمومي العثماني؛
- ميدالية الاستقلال الفضية من الملك فيصل الأول، تقديراً لدوره في بناء دولة الاستقلال العربي الأول؛
- وسام جوقة الشرف برتبة (قائد)؛
- وسام الاستحقاق الفرنسي في المجال الزراعي برتبة (قائد)؛
- وسام الاستحقاق السوري من الدرجة الأولى، التي كانت أعلى درجاته في ذلك الحين بموجب القرار ذي الرقم 792 المؤرخ في 31 كانون الأول من عام 1928 الصادر عن الشيخ تاج الدين الحسني رئيس الدولة، تقديراً لإخلاصه وحسن مساعيه في خدمة الحكومة السورية.